# Cavalletto (arte)

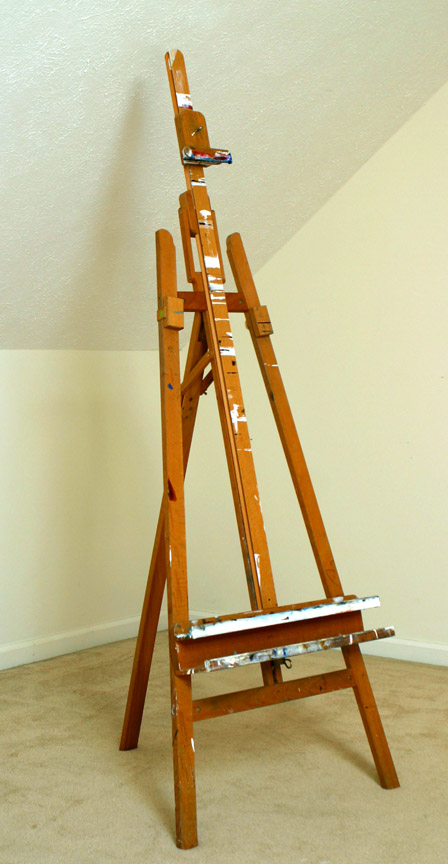
Un tipico cavalletto.

Il cavalletto è un supporto utilizzato nella realizzazione di opere pittoriche. 
Esistono diversi modelli di cavalletti per la pittura. Ogni cavalletto ha differenti caratteristiche in base al suo uso. Fra i più comuni: il cavalletto da studio (da terra), il cavalletto da tavolo, con o senza cassetta portacolori, da "campagna" (leggeri, pieghevoli e portatili), il cavalletto da studio a manovella, oppure da esposizione.